# Villevocance
Villevocance é uma comuna francesa na região administrativa de Auvérnia-Ródano-Alpes, no departamento de Ardèche. Estende-se por uma área de 9,38 km². Em 2010 a comuna tinha 1 205 habitantes (densidade: 128,5 hab./km²).